# ATC (A02)
Jest to część klasyfikacji anatomiczno-terapeutyczno-chemicznej:
- A – Przewód pokarmowy i metabolizm
  - A 01 – Preparaty stomatologiczne
  - A 02 – Leki stosowane w chorobach związanych z nadmierną kwasowością soku żołądkowego
  - A 03 – Leki stosowane w czynnościowych zaburzeniach przewodu pokarmowego
  - A 04 – Leki przeciwwymiotne i przeciw nudnościom
  - A 05 – Leki stosowane w chorobach dróg żółciowych i wątroby
  - A 06 – Leki przeczyszczające
  - A 07 – Leki przeciwbiegunkowe, przeciwzapalne i przeciwdrobnoustrojowe stosowane w chorobach przewodu pokarmowego
  - A 08 – Leki przeciw otyłości z wyłączeniem preparatów dietetycznych
  - A 09 – Leki poprawiające trawienie (włącznie z enzymami)
  - A 10 – Leki stosowane w cukrzycy
  - A 11 – Witaminy
  - A 12 – Preparaty uzupełniające niedobór składników mineralnych
  - A 13 – Leki wzmacniające
  - A 14 – Leki anaboliczne do stosowania ogólnego
  - A 15 – Leki zwiększające apetyt
  - A 16 – Inne leki działające na przewód pokarmowy i metabolizm

## A 02 A – Leki zobojętniające sok żołądkowy
- A 02 AA – Związki magnezu
  - A 02 AA 01 – węglan magnezu
  - A 02 AA 02 – tlenek magnezu
  - A 02 AA 03 – nadtlenek magnezu
  - A 02 AA 04 – wodorotlenek magnezu
  - A 02 AA 05 – krzemian magnezu
  - A 02 AA 10 – połączenia
- A 02 AB – Związki glinu
  - A 02 AB 01 – wodorotlenek glinu
  - A 02 AB 02 – algeldrat
  - A 02 AB 03 – fosforan glinu
  - A 02 AB 04 – zasadowy węglan glinu
  - A 02 AB 05 – acetooctan glinu
  - A 02 AB 06 – aloglutamol
  - A 02 AB 07 – glicynian glinu
  - A 02 AB 10 – połączenia
- A 02 AC – Związki wapnia
  - A 02 AC 01 – węglan wapnia
  - A 02 AC 02 – krzemian wapnia
  - A 02 AC 10 – połączenia
- A 02 AD – Preparaty złożone i związki kompleksowe glinu, wapnia i magnezu
  - A 02 AD 01 – połączenia soli glinu, wapnia i magnezu
  - A 02 AD 02 – magaldrat
  - A 02 AD 03 – almagat
  - A 02 AD 04 – hydrotalcyt
  - A 02 AD 05 – almasilat
- A 02 AF – Preparaty złożone zawierające leki zobojętniające sok żołądkowy i leki przeciwko wzdęciom
  - A 02 AF 01 – magaldrat z lekami przeciwko wzdęciom
  - A 02 AF 02 – połączenia soli glinu, wapnia i magnezu z lekami przeciw wzdęciom
- A 02 AG – Preparaty złożone zawierające leki zobojętniające sok żołądkowy i leki rozkurczowe
- A 02 AH – Preparaty złożone zawierające leki zobojętniające sok żołądkowy i wodorowęglan sodu
- A 02 AX – Leki zobojętniające sok żołądkowy, inne preparaty złożone

## A 02 B – Leki stosowane wchorobie wrzodowejichorobie refluksowej
- A 02 BA – Antagonisty receptora H2
  - A 02 BA 01 – cymetydyna
  - A 02 BA 02 – ranitydyna
  - A 02 BA 03 – famotydyna
  - A 02 BA 04 – nizatydyna
  - A 02 BA 05 – niperotydyna
  - A 02 BA 06 – roksatydyna
  - A 02 BA 07 – ranitydyna w połączeniach z cytrynianem bizmutawym
  - A 02 BA 08 – lafutydyna
  - A 02 BA 51 – cymetydyna w połączeniach
  - A 02 BA 53 – famotydyna w połączeniach

- A 02 BB – Prostaglandyny
  - A 02 BB 01 – mizoprostol
  - A 02 BB 02 – enprostil

- A 02 BC – Inhibitory pompy protonowej
  - A 02 BC 01 – omeprazol
  - A 02 BC 02 – pantoprazol
  - A 02 BC 03 – lanzoprazol
  - A 02 BC 04 – rabeprazol
  - A 02 BC 05 – esomeprazol
  - A 02 BC 06 – dekslanzoprazol
  - A 02 BC 07 – deksrabeprazol
  - A 02 BC 08 – wonoprazan
  - A 02 BC 09 – tegoprazan
  - A 02 BC 10 – feksuprazan
  - A 02 BC 11 – ilaprazol
  - A 02 BC 51 – omeprazol w połączeniach
  - A 02 BC 53 – lanzoprazol w połączeniach
  - A 02 BC 54 – rabeprazol w połączeniach

- A 02 BD – Preparaty złożone stosowane w eradykacji Helicobacter pylori
  - A 02 BD 01 – omeprazol, amoksycylina i metronidazol
  - A 02 BD 02 – lanzoprazol, tetracyklina i metronidazol
  - A 02 BD 03 – lanzoprazol, amoksycylina i metronidazol
  - A 02 BD 04 – pantoprazol, amoksycylina i klarytromycyna
  - A 02 BD 05 – omeprazol, amoksycylina i klarytromycyna
  - A 02 BD 06 – esomeprazol, amoksycylina i klarytromycyna
  - A 02 BD 07 - lanzoprazol, amoksycylina i klarytromycyna
  - A 02 BD 08 - zasadowy cytrynian bizmutawy, tetracyklina i metronidazol
  - A 02 BD 09 - lanzoprazol, klarytromycyna i tinidazol
  - A 02 BD 10 - lanzoprazol, amoksycylina i lewofloksacyna
  - A 02 BD 11 - pantoprazol, amoksycylina, klarytromycyna i metronidazol
  - A 02 BD 12 - rabeprazol, amoksycylina i klarytromycyna
  - A 02 BD 13 – rabeprazol, amoksycylina i metronidazol
  - A 02 BD 14 - wonoprazan, amoksycylina i klarytromycyna
  - A 02 BD 15 – wonoprazan, amoksycylina i metronidazol
  - A 02 BD 16 – omeprazol, amoksycylina i ryfabutyna
  - A 02 BD 17 – wonoprazan i amoksycylina

- A 02 BX – Inne leki stosowane w chorobie wrzodowej i chorobie refluksowej
  - A 02 BX 01 – karbenoksolon
  - A 02 BX 02 – sukralfat
  - A 02 BX 03 – pirenzepina
  - A 02 BX 04 – błękit metylenowy
  - A 02 BX 05 – zasadowy cytrynian bizmutawy
  - A 02 BX 06 – proglumid
  - A 02 BX 07 – gefarnat
  - A 02 BX 08 – sulglikotyd
  - A 02 BX 09 – acetoksolon
  - A 02 BX 10 – zolimidyna
  - A 02 BX 11 – troksypid
  - A 02 BX 12 – zasadowy azotan bizmutawy
  - A 02 BX 13 – kwas alginowy
  - A 02 BX 14 – rebamipid
  - A 02 BX 15 – teprenon
  - A 02 BX 16 – irsogladyna
  - A 02 BX 51 – karbenoksolon w połączeniach, z wyjątkiem psycholeptyków
  - A 02 BX 71 – karbenoksolon w połączeniach z psycholeptykami
  - A 02 BX 77 – gefarnat w połączeniach z psycholeptykami